# Щ-128
«Щ-128» — советская дизель-электрическая торпедная подводная лодка времён Второй мировой войны, принадлежит к серии X проекта Щ — «Щука».

## История корабля
Лодка была заложена 17 августа 1934 года на заводе № 194 «имени А. Марти» в Ленинграде, в 1935 году в виде секций перевезена по железной дороге на завод № 202 «Дальзавод» во Владивостоке, спущена на воду 9 июня 1935 года, 3 октября 1936 года вошла в состав 33 дивизиона 3 бригады подводных лодок Тихоокеанского флота с базированием в Находке.

### Служба
19 августа 1938 года при затоплении дока после ремонта в 5 отсек начала поступать вода. Док осушили, неисправность нашли и устранили. Виновником течи оказался неправильно собранный кингстон.
Начало ВОВ встретила в составе 11-го дивизиона подводных лодок 1 отдельной дивизии подводных лодок ТОФ в Находке.
31 августа 1943 года во время ночных торпедных стрельб в заливе Америка из-за нарушения командиром правил навигации «Щ-128» на полной скорости нанесла таранный удар в борт «Щ-130», которая в результате столкновения затонула. После подъёма «Щ-130» экипаж «Щ-128» попросил перевести его в полном составе на «Щ-130» для устранения последствий аварии. Через полгода «Щ-130» была отремонтирована.
Начало боевых действий против Японии 9 августа 1945 года «Щ-128» встретила в составе 1 дивизиона 1 бригады подводных лодок с базированием в бухте Малый Улисс. В боевых действиях не участвовала.
10 июня 1949 года переименована в «С-128».
9 ноября 1956 года выведена из боевого состава флота, поставлена на консервацию.
29 марта 1957 года исключена из состава флота.
1 октября 1957 года расформирована, отправлена на разоружение, демонтаж и разделку на металл.

## Командиры лодки
- май — июль 1939 — С. А. Каракай
- … — август 1941 — сентябрь 1943 — … — А. Т. Кучер
- … — 9 августа 1945 — 3 сентября 1945 — … — Г. И. Гникул